# Más Sabe el Diablo
Más Sabe el Diablo é uma telenovela estadunidense exibida em 2009 pela Telemundo.

## Elenco
| Ator                     | Personagem                        |
| ------------------------ | --------------------------------- |
| Gaby Espino              | Manuela Davila                    |
| Jencarlos Canela         | Angel Salvador/Salvador Dominguez |
| Miguel Varoni            | Martin Acero/El Hierro            |
| Karla Monroig            | Virginia Dávila                   |
| Carlos Humberto Camacho  | Horacio Garcia                    |
| Roberto Mateos           | León Beltrán                      |
| Jorge Luis Pila          | Jimmy Cardona                     |
| Jeannette Lehr           | Graciela de Acero                 |
| Eva Tamargo              | Ariana Dávila                     |
| Leonardo Daniel          | Anibal Dávila                     |
| Esperanza Rendón         | Esperanza Salvador                |
| Jimmy Bernal             | Lucas Santos                      |
| Angeline Moncayo         | Marina/Mario                      |
| Jorge Consejo            | Lorenzo Blanco                    |
| Jose Guillermo Cortines  | Osvaldo Guerra                    |
| Michelle Vargas          | Perla Beltrán                     |
| Alexa Kuve               | Susana "Susy" Beltrán             |
| Raúl Arrieta             | Mike Sánchez                      |
| Carlos Augusto Maldonado | El Ronco                          |
| Juan Jiménez             | Marco León Beltrán "Cachorro"     |
| Carlos Ferro             | Gregorio Ramirez                  |
| Alberto Salaberri        | Mauricio Lineros                  |
| Cristian Carabias        | Jose del Carmen Frank "El Topo"   |
| Carlos Perez             | Carmelo Gaitan                    |
| Roxana Peña              | Nina Lazaros                      |
| Juan David Ferrer        | Sandro Beltran                    |
| Ezequiel Montalt         | Christian Acero                   |
| Aneudy Lara              | Marcos "Mocho" Llacome            |
| Tali Duclaud             | Silvana Santos                    |
| Mery de los Rios         | Lola                              |
| Cindy Luna               | Jenny                             |
| Alex Fumero              | El Caucho                         |
| Sofia Stamatiades        | Esperanza Salvador                |